# Sierakowice-Wybudowanie
Sierakowice-Wybudowanie – nieoficjalny przysiółek wsi Sierakowice w Polsce położony w województwie pomorskim, w powiecie kartuskim, w gminie Sierakowice.
W latach 1975–1998 miejscowość administracyjnie należała do województwa gdańskiego.
Nazwa Sierakowice-Wybudowanie pojawia się na mapach topograficznych, jednak brak jej urzędowych wykazach, zatem nie jest to nazwa oficjalna, tylko potoczna.